# Witgerande stofkorst
Witgerande stofkorst (Haematomma ochroleucum) is een korstmos uit de familie Haematommataceae. Hij leeft in symbiose met de trebouxioïde alg.

## Determinatie
Het thallus is korstvormig en grijsblauw tot grijsgroen van kleur met veelal een helderwitte rand (van het prothallus). Deze soort heeft meestal een helderwitte rand dat bestaat uit korrelige sorediën waar het zijn naam aan ontleent. Isidia ontbreken. Op muren en op monumentale laanbomen kan deze soort enorme afmetingen hebben.
In Nederland heeft hij nooit apotheciën, maar in het buitenland zijn deze soms wel aanwezig.
Hij heeft de volgende kenmerkende kleurreacties: K+ (bleek geel), C-, KC+ (bleek geel), P+ (bleek geel) en UV-.
De conidia zijn sterk gebogen en meten 12-20 x 0,5-0,7 μm. De asci zijn 8 sporig met een amyloïde pore.De ascosporen zijn hyaliene, 3-7 septaat en meten 30-60 × 5-7 μm.

## Ecologie
Witgerande stofkorst leeft op bomen, zoals linde, es en iep. Soms zit hij ook op muren of gemetselde stenen paaltjes.

## Verspreiding
De witgerande stofkorst komt met name voor in Europa, maar er zijn ook enkele waarnemingen uit Noord-Amerika en Azië bekend. In Nederland is het een vrij algemene soort. Hij is niet bedreigd en staat niet op de rode lijst.

## Fotogalerij

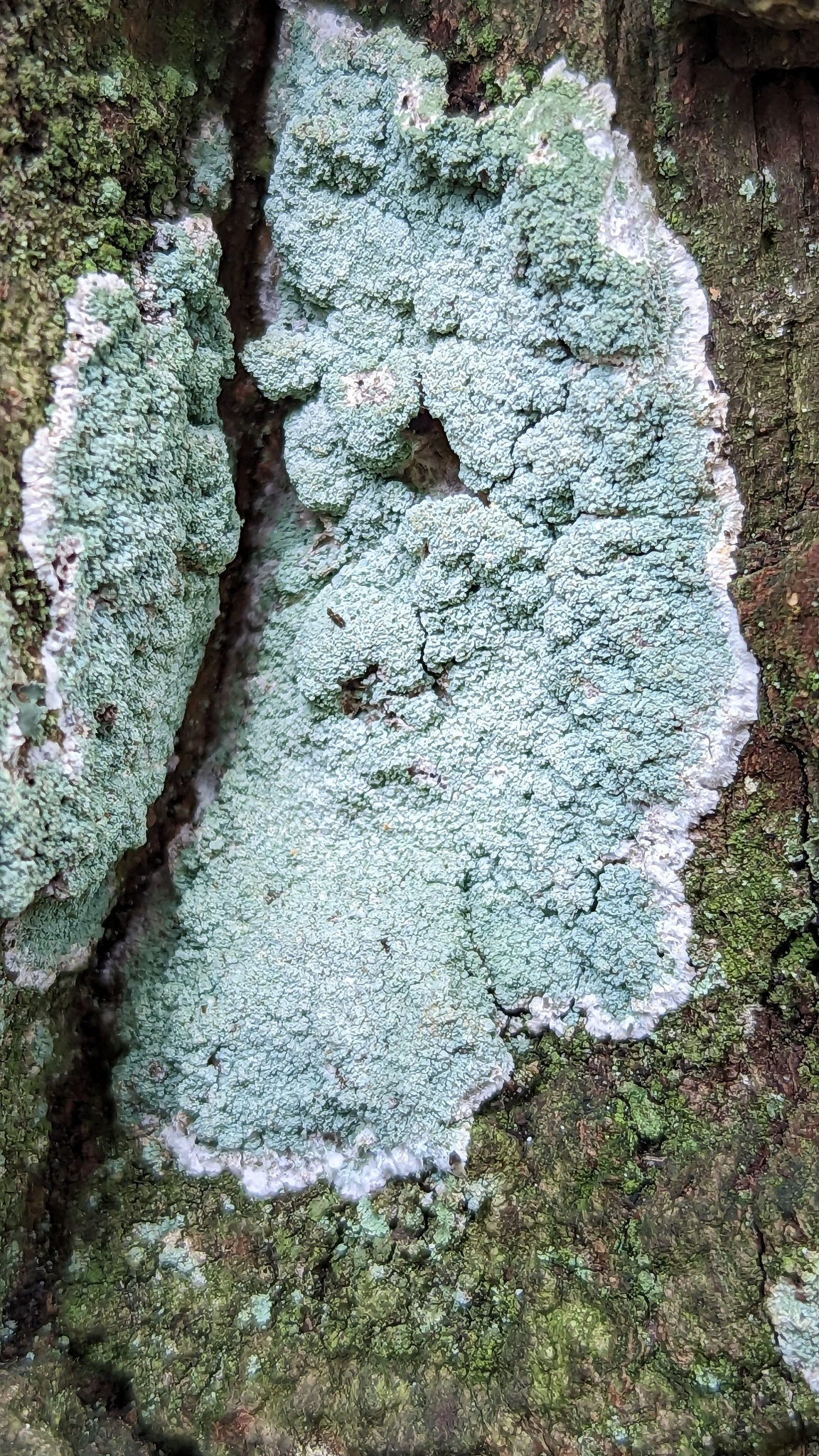
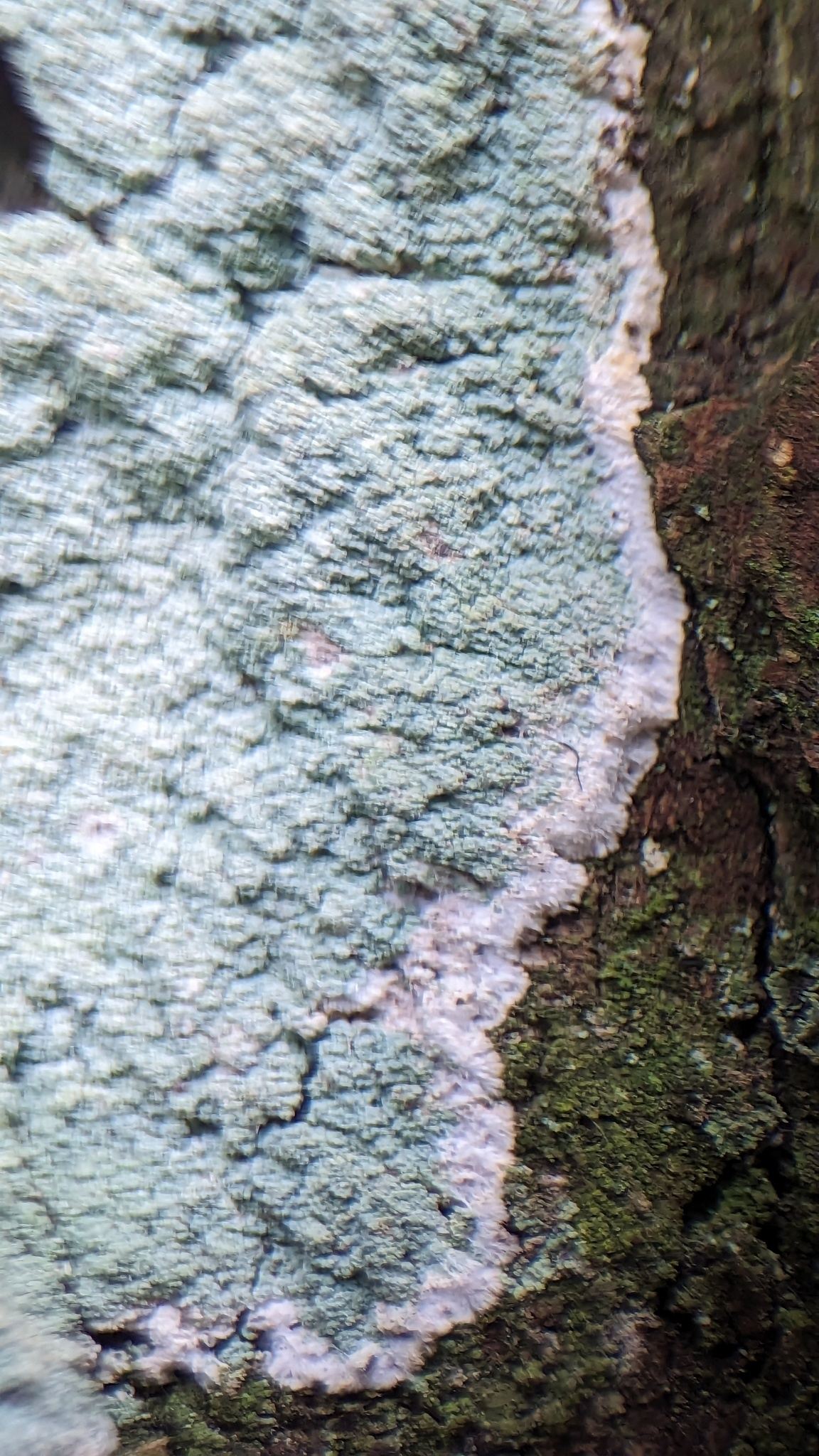